# Codia arborea
Codia arborea är en tvåhjärtbladig växtart som beskrevs av Adolphe-Théodore Brongniart och André Guillaumin. Codia arborea ingår i släktet Codia och familjen Cunoniaceae. Inga underarter finns listade i Catalogue of Life.